# 张双南
张双南（1962年12月27日—），男，河南确山人，中国天体物理学家、科普专家，中国科学院高能物理研究所研究员，HXMT卫星首席科学家。